# Belladamaradi, Lingsugur
Belladamaradi là một làng thuộc tehsil Lingsugur, huyện Raichur, bang Karnataka, Ấn Độ.